# Ісламський фронт порятунку
Ісламський фронт порятунку (араб. الجبهة الإسلامية للإنقاذ) — нелегальна ісламістська політична партія в Алжирі.

## Цілі
Засновники ІФП передбачали головною метою організації побудову суспільства на принципах і законах шаріату. Політичну платформу ІФП було ухвалено 1989 року. В умовах сильної економічної кризи в Алжирі, коли планова економіка остаточно себе дискредитувала, ІФП виступав на створенні приватного сектору.
У соціальному плані, Фронт виступав проти фемінізації алжирського суспільства, тобто, за роль жінки виключно як домогосподарки. Жінка, на їхній погляд не повинна бути фінансово активною, не повинна працювати і заробляти гроші. В галузі освіти ІФП висував ідеї щодо подальшої арабізації освітніх установ і самого освітнього процесу.

## Історія

### Заснування
3 листопада 1988 року було прийнято зміни до Конституції Алжиру, у яких було прописано створення багатопартійної системи на зміну однопартійній диктатурі Фронту національного визволення. На цій хвилі першою було створено нову партію (18 лютого 1989) на чолі з Аббасом Медані, яка отримала назву Ісламського фронту порятунку. Аббас Медані був професором Алжирського університету й колишнім бійцем за незалежність країни..
У 1990 році на місцевих виборах ІФП здобув 54 % голосів виборців.

### Загальні протести й арешти лідерів партії
У травні 1991 року ІФП організував загальні протести проти дій уряду.
У січні 1992 року, у першому турі президентських виборів значну перевагу отримав кандидат від партії ІФП, але військові скасували другий тур. Після цього почались арешти лідерів Фронту. Це стало поштовхом для початку громадянської війни.
На базі ІФП було створено Армію національного порятунку.

### Декларація про припинення вогню
Виснажені збройною боротьбою на два фронти, лідери ІФП оголосили про одностороннє припинення вогню з Фронтом національного визволення (21 вересня 1997 року).